# Aegomorphus peninsularis
Aegomorphus peninsularis är en skalbaggsart som först beskrevs av Horn 1880.  Aegomorphus peninsularis ingår i släktet Aegomorphus och familjen långhorningar. Inga underarter finns listade i Catalogue of Life.